# 슈타이어-다임러-푸흐

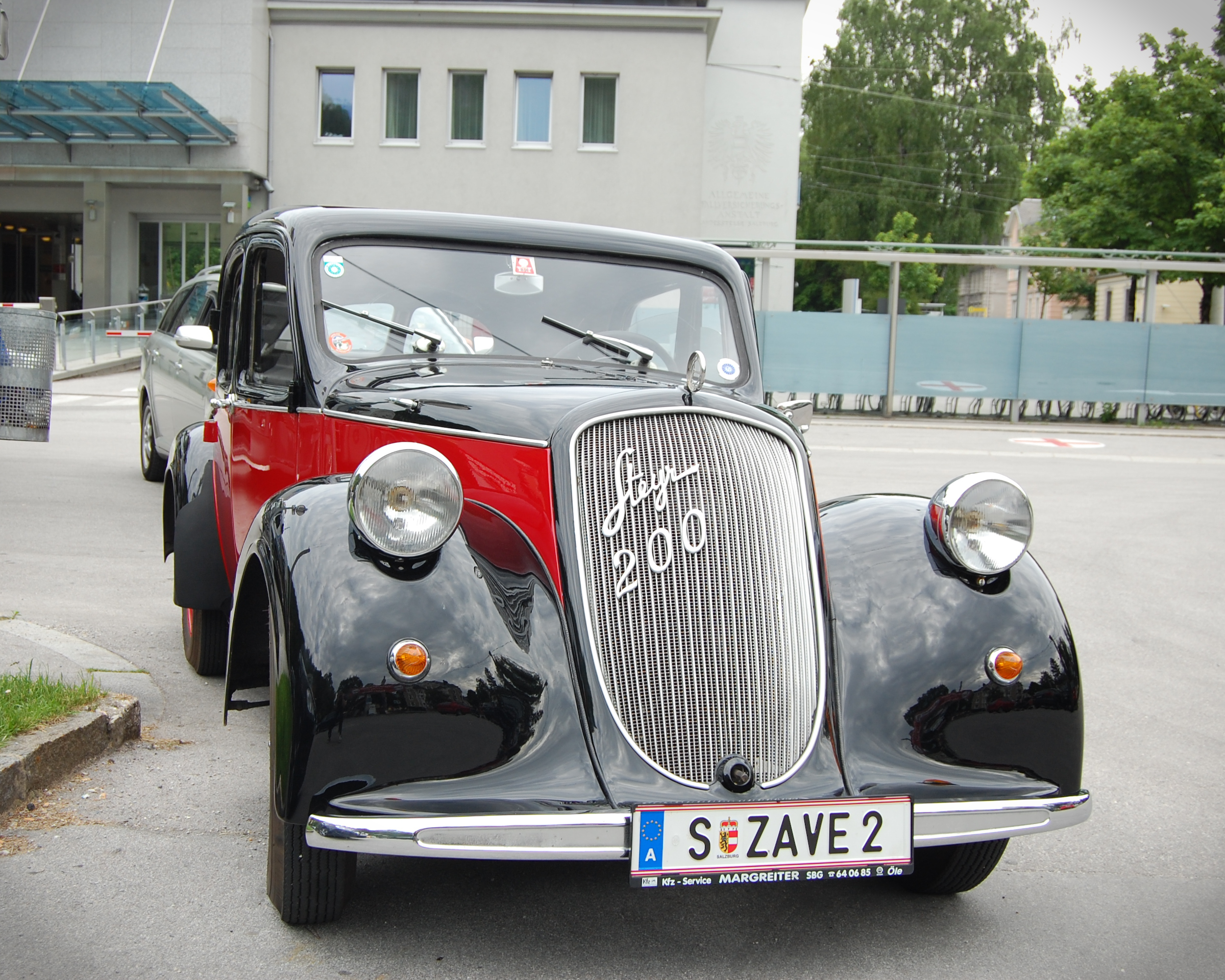
슈타이어 200

슈타이어-다임러-푸흐(Steyr-Daimler-Puch)는 오스트리아 슈타이어에 위치했던 대형 제조 복합 기업이었다. 1987년부터 2001년 사이 여러 단계로 쪼개졌다. 각 부분과 영업체들은 새로운 이름으로 각기 소유권을 가지고 계속 존재해오고 있다.

## 역사
이 기업은 1864년에 권총 제조업체로서 "Josef und Franz Werndl and Company"라는 사명으로 설립되었다. 제1차 세계 대전 중에 급격한 성장을 이루었는데, 제1차 세계 대전이 끝나갈 즈음의 직원 수는 14,000명에 이르렀다. 1894년 자전거 생산을, 1918년 이후로는 슈타이어 자동차 생산을 시작했다.